# Trouton-Rankine-Experiment
Mit dem Trouton-Rankine-Experiment (1908) sollte festgestellt werden, ob die Längenkontraktion von einem mitbewegten Beobachter gemessen werden kann, wodurch eine Relativbewegung zum Äther (Ätherwind) bewiesen wäre. Das Experiment ging negativ aus und stellte somit eine weitere Bestätigung für das Relativitätsprinzip und die spezielle Relativitätstheorie dar (vgl. Tests der speziellen Relativitätstheorie).

## Geschichte
Das berühmte Michelson-Morley-Experiment von 1887 zeigte, dass die bis dahin akzeptierte Ätherhypothese modifiziert oder überhaupt aufgegeben werden muss. George Francis FitzGerald (1889) und Hendrik Antoon Lorentz (1892) entwarfen daher die Kontraktionshypothese, wonach ein bewegter Körper relativ zum Äther verkürzt wird.
Um 1908 besagten nun die aktuellen Theorien zur Elektrodynamik, nämlich die lorentzsche Äthertheorie (LET, inzwischen überholt) und die spezielle Relativitätstheorie (SRT, welche ohne einen Äther auskam), dass die Längenkontraktion in einem mitbewegten Laborsystem nicht gemessen werden kann, was auch durch die Experimente von Rayleigh und Brace (1902, 1904) bestätigt wurde. Frederick Thomas Trouton hingegen, der vorher schon mit dem Trouton-Noble-Experiment vergeblich versucht hatte, den Ätherwind zu messen, ging nicht von diesen Theorien aus. Er benutzte stattdessen seine eigenen Vorstellungen über den Äther und die Elektrodynamik und wandte damit zusammenhängend die maxwellschen Gleichungen und das ohmsche Gesetz an – mit dem Ergebnis, dass ein messbarer Effekt im Laborsystem auftreten müsste. Zusammen mit Alexander Oliver Rankine versuchte er nun, dies zu messen.

## Das Experiment
Trouton und Rankine versuchten, die Veränderung des Widerstands einer Spule zu messen, wenn sie ihre Orientierung bzw. die Richtung der Bewegung zum Äther verändert. Sie brachten dazu vier identische Spulen in eine Konfiguration im Sinne einer Wheatstone-Brücke, was eine präzise Messung einer Änderung des Widerstandes ermöglichte. Die Anordnung wurde dann im Winkel von 90° um ihre eigene Achse gedreht, wenn der Widerstand gemessen wird. Weil die Längenkontraktion nur in Bewegungsrichtung auftritt, hängt die Länge der Spulen von dem Winkel im Bezug zur Äthergeschwindigkeit ab. Deswegen glaubten Trouton und Rankine, dass sich der Widerstand ändern müsse, wenn die Anordnung gedreht wird. Jedoch zeigten ihre sorgfältigen Messungen keine Änderung des Widerstands. Dies legt also nahe, dass, wenn die Längenkontraktion existiert, sie nicht von einem mitbewegten Beobachter gemessen werden kann – wie es dem Relativitätsprinzip entspricht.